# Clásica San Sebastián 1984
De Clásica San Sebastián 1984 is de 4e editie van de wielerklassieker Clásica San Sebastián en werd verreden op 16 augustus 1984. Niki Rüttimann kwam na 244 kilometer als winnaar over de streep. 

## Uitslag
| Plaats  | Naam             | Ploeg         | Tijd     |
| ------- | ---------------- | ------------- | -------- |
| Winnaar | Niki Rüttimann   | La Vie Claire | 6’11’10” |
| 2       | Reimund Dietzen  | Teka          | z.t.     |
| 3       | Celestino Prieto | Reynolds      | z.t.     |
| 4       | Dominique Garde  | Peugeot       | z.t.     |
| 5       | José Recio       | Kelme         | z.t.     |
| 6       | Iñaki Gastón     | Reynolds      | z.t.     |
| 7       | Ángel Camarillo  | Zor-Gemeaz    | z.t.     |
| 8       | Eduardo Chozas   | Zor-Gemeaz    | z.t.     |
| 9       | Robert Millar    | Peugeot       | z.t.     |
| 10      | Faustino Rupérez | Zor-Gemeaz    | z.t.     |

1981 · 1982 · 1983 · 1984 · 1985 · 1986 · 1987 · 1988 · 1989 · 1990 · 1991 · 1992 · 1993 · 1994 · 1995 · 1996 · 1997 · 1998 · 1999 · 2000 · 2001 · 2002 · 2003 · 2004 · 2005 · 2006 · 2007 · 2008 · 2009 · 2010 · 2011 · 2012 · 2013 · 2014 · 2015 · 2016 · 2017 · 2018 · 2019 · 2020 · 2021 · 2022 · 2023 · 2024